# Chumash ventureño
Le chumash ventureño, ou ventureño, est une langue amérindienne de la famille des langues chumash anciennement parlée aux États-Unis, dans la région de Ventura, dans le Sud de la Californie et est éteinte depuis la moitié du xxe siècle.

## Variétés
La langue tire son nom de la variété parlée autour de la mission de San Buenaventura. Il existait d'autres dialectes de la langue, tels que, le long de côte du Pacifique, le shisholop, le muwu, le malibu, et, à l'intérieur des terres, le matilija, le sespe. Il est possible que les indiens Tataviam aient parlé ventureño.

## Écriture
| ’ | a  | b  | d  | e   | ə   | f  | g   | h   | i  | k  | kʰ | k’ | l  | ł | m  |
| m̓ | n  | n̓  | ŋ  | o   | p   | pʰ | p’  | q   | qʰ | q’ | r  | s  | sʰ | š | šʰ |
| t | tʰ | t’ | ts | tsʰ | ts’ | tš | tšʰ | tš’ | u  | w  | w  | x  | x’ | y | y̓  |

## Phonologie
Les tableaux présentent la phonologie du ventureño.

### Voyelles
Le système vocalique est le suivant : 
|         | Antérieure | Centrale | Postérieure |
| ------- | ---------- | -------- | ----------- |
| Fermée  | i [i]      | ə [ɘ]    | u [u]       |
| Moyenne | e [e]      | ə [ɘ]    | o [o]       |
| Ouverte |            | a [a]    |             |

### Consonnes
Les phonèmes consonantiques sont : 
|               |            | Bilabiale | Dentale | Alvéolaire | Latérale | Palatale  | Vélaire | Uvulaire | Glottale |
| ------------- | ---------- | --------- | ------- | ---------- | -------- | --------- | ------- | -------- | -------- |
| Occlusives    | Sourdes    | p [p]     | t [t]   |            |          |           | k [k]   | q [q]    | ’ [ʔ]    |
| Occlusives    | Aspirées   | pʰ [pʰ]   | tʰ [tʰ] |            |          |           | kʰ [kʰ] | qʰ [qʰ]  |          |
| Occlusives    | Glottales  | pʼ [pʼ]   | tʼ [tʼ] |            |          |           | kʼ [k’] | qʼ [q’]  |          |
| Fricatives    | Sourdes    |           | s [s]   |            |          | š [ʃ]     |         | x [x]    | h [h]    |
| Fricatives    | Aspirées   |           | sʰ [sʰ] |            |          | šʰ [ʃʰ]   |         |          |          |
| Fricatives    | Éjectives  |           | s’ [s’] |            |          | š’ [ʃ’]   |         | xʼ [x’]  |          |
| Affriquées    | Sourdes    |           |         | ts [t͡s]    |          | tš [t͡ʃ]   |         |          |          |
| Affriquées    | Aspirées   |           |         | tsʰ [t͡sʰ]  |          | tšʰ [t͡ʃʰ] |         |          |          |
| Affriquées    | Glottales  |           |         | ts’ [t͡s’]  |          | tš’ [t͡ʃʼ] |         |          |          |
| Nasales       | Simples    | m [m]     | n [n]   |            |          |           |         |          |          |
| Nasales       | Glottales  | m̓ [m̰]     | n̓ [n̰]   |            |          |           |         |          |          |
| Liquides      | Simples    |           |         |            | l [l]    |           |         |          |          |
| Liquides      | Fricatives |           |         |            | ł [ɬ]    |           |         |          |          |
| Semi-voyelles | Simples    | w [w]     |         |            |          | y [j]     |         |          |          |
| Semi-voyelles | Glottales  | w̓ [w̰]     |         |            |          | y̓ [j̰]     |         |          |          |